# José Manuel Martínez Cenzano
José Manuel Martínez Cenzano (Cuenca, 1 de marzo de 1944) es un político español, alcalde de Cuenca durante varias legislaturas. Está casado y tiene cuatro hijos.
Nacido en Cuenca en 1944, es licenciado en Ciencias Químicas, y catedrático de Enseñanza Secundaria. Miembro del PSOE de Castilla-La Mancha, fue elegido diputado por Cuenca en las Cortes de Castilla-La Mancha tras las elecciones autonómicas de 1987, y pasó a presidir la cámara autonómica entre 1987 y 1991. Tras presidir las Cortes, en 1991 encabezó la candidatura socialista al ayuntamiento de Cuenca, siendo el más votado y permaneciendo como alcalde hasta su derrota por el PP en 1995. Durante la legislatura 1995-1999 permaneció en la oposición como portavoz del PSOE en el Ayuntamiento, hasta que en 1999 recuperó la alcaldía de Cuenca al alzarse de nuevo con el triunfo. En 2003 revalidó su victoria en las urnas, hasta que el 27 de mayo de 2007 fue derrotado por el nuevo candidato del PP Francisco Javier Pulido, el cual se hizo con la alcaldía tras obtener mayoría absoluta. Martínez Cenzano abandonó el Consistorio, tras lo cual fue nombrado Defensor del Pueblo de Castilla-La Mancha.